# Geografía de Grecia
Grecia (en griego Ελλάδα) es un estado de Europa meridional, miembro de la Unión Europea (UE) situado en el extremo sur de la península balcánica en el litoral del mar Mediterráneo. Limita con el Mar Egeo, el Jónico y el Mediterráneo, entre Albania y Turquía. Grecia tiene frontera por tierra con Albania, Macedonia del Norte, Bulgaria y Turquía. Por mar hace frontera con Italia, Turquía y Albania.

## Geografía física

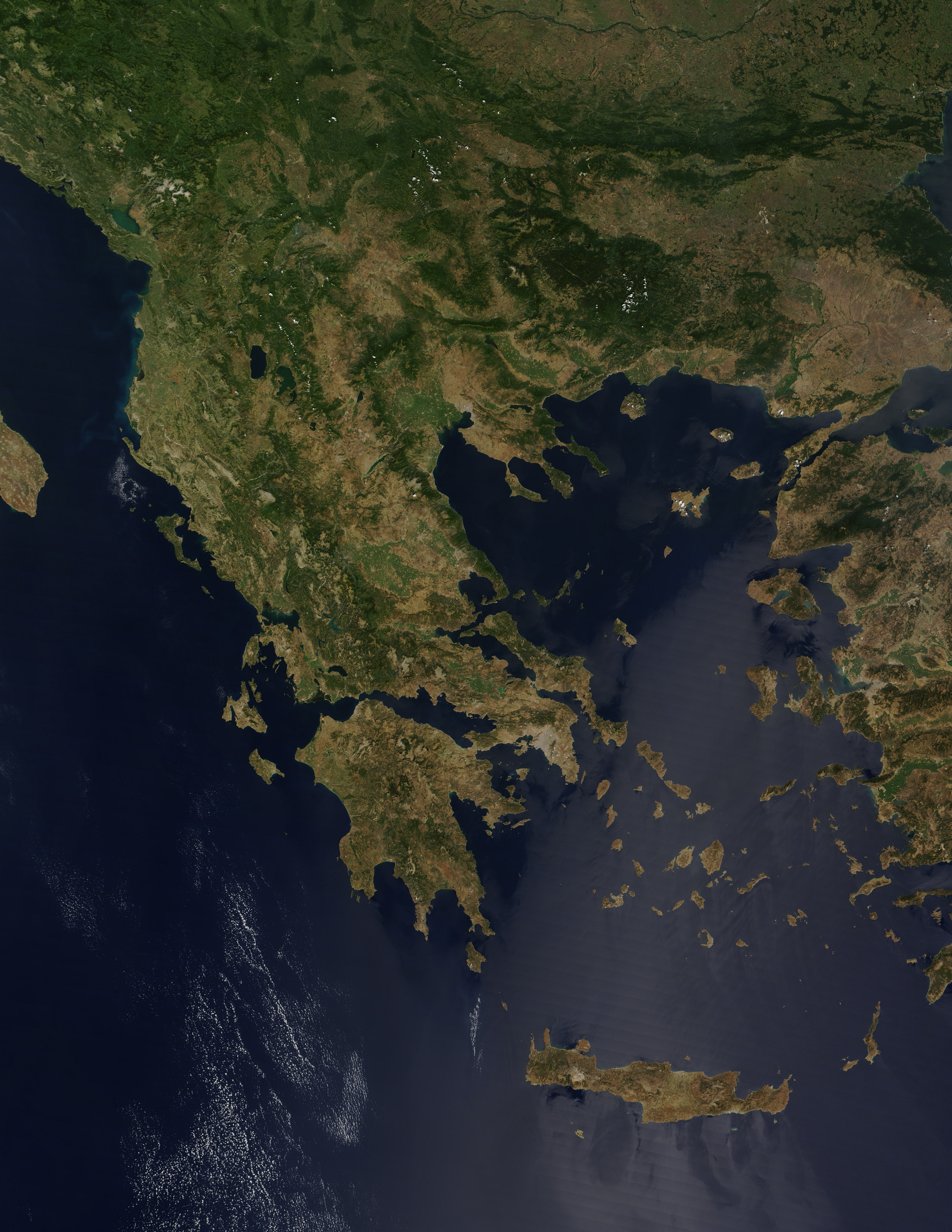
Grecia, imagen de satélite, agosto 2004

Su superficie es de 131 940 km² incluyendo aguas interiores de la cuenca del Egeo, islas e islotes. La superficie terrestre es de 130.647 km2 y las aguas interiores (lagos y ríos) representan 1.310 km2. Las fronteras terrestres con Albania (212 km), Macedonia del Norte (234 km), Bulgaria (472 km) y Turquía (192 km) miden aproximadamente 1.110 km en total. Del territorio total del país, el 83,33% o 110.496 km2 es territorio continental y el resto el 16,67% o 21.461 km2 es territorio insular. Tiene una zona económica exclusiva de 505.572 km2. Las distancias de los extremos en línea recta son de SE-NO 993 km y S-N 800 km y su ubicación geográfica entre los paralelos N35* y N42*.

### Relieve
Grecia es mayoritariamente montañosa y cuenta con varias cadenas, entre ellas los Alpes Dináricos al oeste y los montes Ródope, entre otras. La extensa cadena del Pindo separa Epiro de Tesalia. La cordillera del Pindo se extiende por el centro del país en dirección noroeste-sureste, con una elevación máxima de 2.637 m. Extensiones de la misma cadena montañosa se extienden a lo largo del Peloponeso y bajo el agua a lo largo del Egeo, formando muchas de las islas del Egeo, incluida Creta, que se unen con los montes Tauro del sur de Turquía. El centro y oeste de Grecia contienen picos altos y empinados atravesados por muchos cañones y otros paisajes kársticos, incluidos Meteora y las gargantas de Vikos, siendo este último el cañón más profundo del mundo en proporción a su ancho, y el tercero más profundo después de las Barrancas del Cobre en México y el Gran Cañón de Estados Unidos, con una caída vertical de más de 1.100 metros.
Grecia es el país de Europa con mayor número de picos montañosos. Su mayor altura se encuentra en la cadena del Olimpo, en el monte Mytikas (2919 m s. n. m.). Se trata del quinto de Europa en prominencia (altura real de la base a la cumbre) y es superado solo por el Mont Blanc, el pico Mulhacén, el Aneto y el monte Etna.

#### Cimas más importantes
- Olimpo, 2917 m
- Smólikas (2637 m)
- Grammos (2550 m)
- Giona (2540 m)
- Gamila (2500 m)
- Parnaso (2457 m)
- Léfka Óri (2454 m)
- Cilene (2374 m)
- Erimanto (2221 m)

#### Zona continental
La Grecia continental forma la parte más meridional de la península de los Balcanes, de la que sobresalen dos penínsulas más pequeñas: Calcídica y el Peloponeso. El norte del país incluye las regiones de Macedonia y Tracia. Al sur, el continente se estrecha e incluye las regiones de Epiro, Tesalia y Grecia central, donde se encuentran la región de Ática y la capital, Atenas. Más al sur, la península más pequeña del Peloponeso está separada del resto del continente griego por los golfos de Corinto y Sarónico, pero unida por el istmo de Corinto.

### Islas

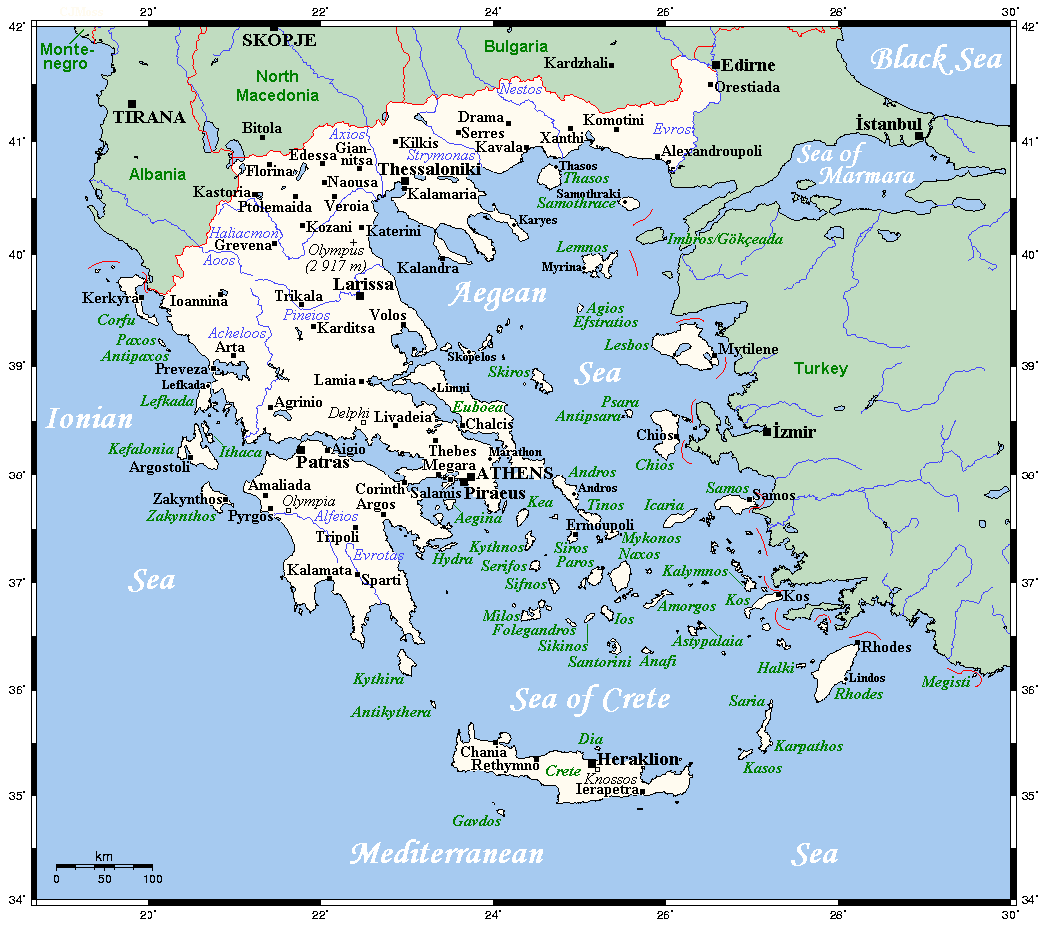
Islas y ciudades de Grecia

El número de islas varía entre 1.200 y 6.000. Una cifra frecuentemente citada en las guías de viaje es la de 1.425 islas, de las cuales 166 están habitadas. La Organización Griega de Turismo informa una cifra de 6.000, de las cuales 227 están habitadas.Paris Match, sin embargo, eleva esta cifra a 9.841 islas, de las cuales sólo 169 tienen registrada una presencia humana continua.
Las islas griegas representan aproximadamente el 20% del territorio total del país y varían mucho en tamaño y clima. La isla más grande del país es Creta, seguida de Eubea. Otras grandes islas griegas son Rodas y Lesbos en el mar Egeo, y Corfú y Cefalonia en el mar Jónico. Muchas de las islas griegas más pequeñas forman grupos o cadenas, a menudo llamadas archipiélagos, siendo ejemplos notables las Cícladas y las Espóradas en el sur y centro del mar Egeo, respectivamente.

#### Mar Egeo
Las islas del mar Egeo están situadas entre la Grecia continental al oeste y al norte, Anatolia al este y la isla de Creta al sur. Tradicionalmente, las islas se clasifican en siete grupos, de norte a sur:
- Islas Egeas del Norte
- Espóradas
- Eubea
- Islas Sarónicas
- Cícladas
- Dodecaneso (Espóradas del Sur)
- Creta

#### Islas Jónicas
Las islas Jónicas son un grupo de siete islas. Las seis islas del norte se encuentran frente a la costa occidental de Grecia, en el mar Jónico. La otra isla, Citera, se encuentra frente al extremo sur del Peloponeso. Citera es parte de la moderna región administrativa del Ática, no de las islas Jónicas (Ionioi Nisoi). Las islas Jónicas son distintas de la región histórica de Jonia, que hoy forma parte del oeste de Turquía.

#### Creta

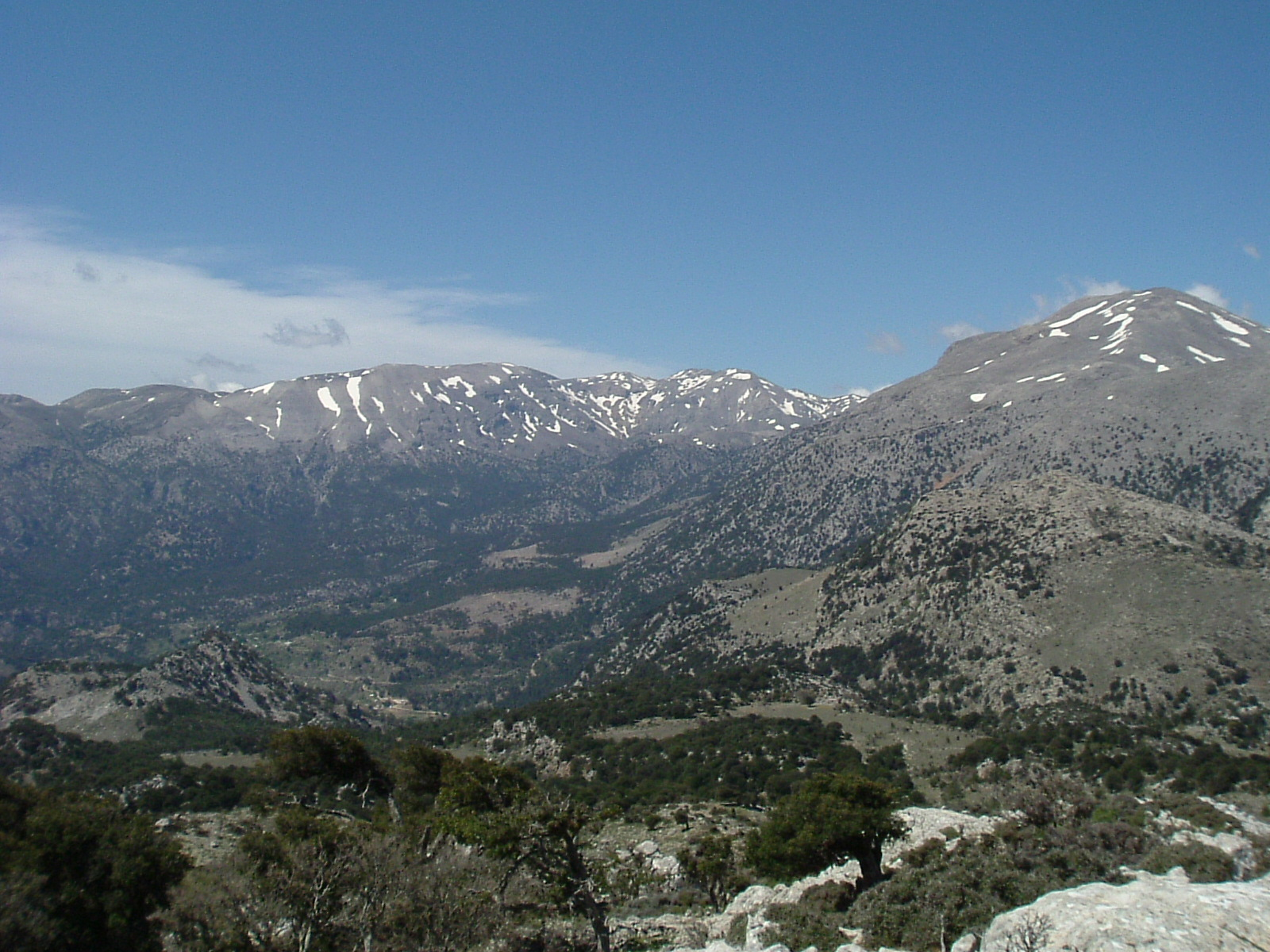
Montes Dikti, en la isla de Creta

Creta es la isla más grande de Grecia y la segunda más grande del Mediterráneo oriental, después de Chipre. La isla tiene una longitud de 260 km de este a oeste y 60 km de norte a sur en su parte más ancha. La isla se estrecha en la región cercana a Ierápetra, donde tiene sólo 12 km de ancho. Creta cubre un área de 8.336 km2, con una costa de 1.046 km. Está rodeada al norte por el mar de Creta; al sur con el mar de Libia; al oeste con el mar de Mirtos; y al este con el mar de Karpathos. Se encuentra a unos 160 km al sur del continente griego.
Creta se caracteriza por una cadena montañosa que se cruza de oeste a este, formada por tres subcordilleras diferentes:
- Lefká Óri (2.452 m);
- Monte Ida (Psiloritis; 35,18°N 24,82°E; 2.456 m);
- Montes Dikti (2.148 m)

Estos abarcan mesetas fértiles, como Lasithi, Omalos y Nidha; cuevas como la  caverna del Dicte; y desfiladeros como la Samariá. El área protegida de la garganta de Samariá es el hogar de la cabra cretense, o kri-kri, mientras que el quebrantahuesos, en peligro de extinción, vive en las montañas y gargantas de Creta.
Los ríos de Creta incluyen el río Ieropotamos en la parte sur de la isla.

### Hidrografía

Mapa topográfico de Grecia.

La extensa llanura septentrional del país está recorrida por los ríos Axio y Estrimón. El Peneo es un río caudaloso que atraviesa la llanura de Tesalia.
Los ríos tienen dos vertientes y muchas corrientes, la egea y la jónica. Al Egeo van a dar los ríos: Axio, Estrimón, Haliacmón, Peneo y Cefiso. Al Jónico: el Alfeo, Aspropótamos y Aracto.
Los principales golfos de su litoral son: el golfo de Salónica, el de Corinto, el de Patras, el estrimónico, el de Volos y el de Eubea.
El istmo de Corinto une la Grecia Central con el Peloponeso.

### Clima
Aunque Grecia es considerado como lugar de clima típicamente mediterráneo, geográfica y climáticamente el territorio griego es muy variado, el clima de Grecia se divide en tres clases:
- El clima mediterráneo, que tiene inviernos húmedos y templados, y veranos calurosos y secos. Algunas nevadas ocurren ocasionalmente en Atenas, Creta o Cícladas en el invierno. La costa oeste es la más húmeda de Grecia. Los inviernos son fríos y el viento del mar suaviza las temperaturas en verano. La costa este es la menos húmeda del país en invierno. Los inviernos son muy secos. En verano, el calor es canicular, en particular sobre el continente.

En Creta y en el mar Egeo llueve relativamente a menudo en invierno (un día de cada tres en Creta). De ahí que los inviernos sean muy suaves y la temperatura del mar pueda llegar a los 15 °C. El verano puede ser muy cálido, a menos que los vientos etesios (Meltem) del norte soplen y hagan que las temperaturas bajen de nuevo.
- El clima alpino se encuentra primordialmente en Grecia Occidental (Epiro, Grecia central, Tesalia, Macedonia Occidental) así como en partes céntricas del Peloponeso como Acaya, Arcadia y partes de Laconia donde el rango alpino tiene influencia.
- El clima templado se encuentra en Macedonia Central y Oriental así como en Tracia en lugares como Komotini, Xanthi y Evros septentrional; con inviernos húmedos y fríos, y veranos cálidos y secos. El norte y el interior del país están entre las regiones más frías en invierno y son igualmente las más secas. Las montañas quedan cubiertas de nieve. El verano es muy cálido y tempestuoso y el viento limita la subida de las temperaturas.

Los barrios meridionales de Atenas están en la zona mediterránea, mientras que los barrios del norte tienen clima templado.

En términos generales, el año puede dividirse en dos estaciones principales: un primer período relativamente frío y lluvioso a partir del noviembre hasta finales de marzo, y la estación caliente y seca a partir del abril hasta septiembre.
| Parámetros climáticos promedio de Atenas, capital de Grecia | Parámetros climáticos promedio de Atenas, capital de Grecia | Parámetros climáticos promedio de Atenas, capital de Grecia | Parámetros climáticos promedio de Atenas, capital de Grecia | Parámetros climáticos promedio de Atenas, capital de Grecia | Parámetros climáticos promedio de Atenas, capital de Grecia | Parámetros climáticos promedio de Atenas, capital de Grecia | Parámetros climáticos promedio de Atenas, capital de Grecia | Parámetros climáticos promedio de Atenas, capital de Grecia | Parámetros climáticos promedio de Atenas, capital de Grecia | Parámetros climáticos promedio de Atenas, capital de Grecia | Parámetros climáticos promedio de Atenas, capital de Grecia | Parámetros climáticos promedio de Atenas, capital de Grecia | Parámetros climáticos promedio de Atenas, capital de Grecia |
| Mes                                                         | Ene.                                                        | Feb.                                                        | Mar.                                                        | Abr.                                                        | May.                                                        | Jun.                                                        | Jul.                                                        | Ago.                                                        | Sep.                                                        | Oct.                                                        | Nov.                                                        | Dic.                                                        | Anual                                                       |
| ----------------------------------------------------------- | ----------------------------------------------------------- | ----------------------------------------------------------- | ----------------------------------------------------------- | ----------------------------------------------------------- | ----------------------------------------------------------- | ----------------------------------------------------------- | ----------------------------------------------------------- | ----------------------------------------------------------- | ----------------------------------------------------------- | ----------------------------------------------------------- | ----------------------------------------------------------- | ----------------------------------------------------------- | ----------------------------------------------------------- |
| Temp. máx. abs. (°C)                                        | 21                                                          | 23                                                          | 28                                                          | 32                                                          | 36                                                          | 42                                                          | 42                                                          | 43                                                          | 38                                                          | 37                                                          | 28                                                          | 22                                                          | 43                                                          |
| Temp. máx. media (°C)                                       | 13                                                          | 14                                                          | 16                                                          | 20                                                          | 25                                                          | 30                                                          | 33                                                          | 33                                                          | 29                                                          | 24                                                          | 19                                                          | 15                                                          | 22.6                                                        |
| Temp. mín. media (°C)                                       | 6                                                           | 7                                                           | 8                                                           | 11                                                          | 16                                                          | 20                                                          | 23                                                          | 23                                                          | 19                                                          | 15                                                          | 12                                                          | 8                                                           | 14                                                          |
| Temp. mín. abs. (°C)                                        | -4                                                          | -6                                                          | -1                                                          | 0                                                           | 6                                                           | 14                                                          | 16                                                          | 16                                                          | 12                                                          | 7                                                           | -1                                                          | -4                                                          | -6                                                          |
| Precipitación total (mm)                                    | 62                                                          | 37                                                          | 37                                                          | 23                                                          | 23                                                          | 14                                                          | 6                                                           | 7                                                           | 15                                                          | 51                                                          | 56                                                          | 71                                                          | 402                                                         |
| Días de precipitaciones (≥ 1 mm)                            | 16                                                          | 11                                                          | 11                                                          | 9                                                           | 8                                                           | 4                                                           | 2                                                           | 3                                                           | 4                                                           | 8                                                           | 12                                                          | 15                                                          | 103                                                         |
| [cita requerida]                                            |                                                             |                                                             |                                                             |                                                             |                                                             |                                                             |                                                             |                                                             |                                                             |                                                             |                                                             |                                                             |                                                             |

### Medio ambiente
El 50 % de Grecia está cubierta por bosques con vegetación variada, que varía desde coníferas alpinas a la vegetación mediterránea. Las islas Jónicas están cubiertas por exuberante vegetación. Focas, tortugas y otra fauna marina exótica vive en los mares alrededor de Grecia, mientras que los bosques griegos proveen un ecosistema para los últimos osos pardos y linces y lobos grises, corzos, cabra bezoar, zorros y jabalíes.
Conforme a la normativa de la Unión Europea, el territorio de este país pertenece a la región biogeográfica mediterránea. Destacan en su patrimonio natural dos bienes mixtos, patrimonio de la Humanidad declarados por la Unesco: el Monte Athos y Meteoros. Cuenta con dos reservas de la biosfera: Garganta de Samaria (1981) y el Monte Olimpo (1981). 163 501 hectáreas están protegidas como humedales de importancia internacional al amparo del Convenio de Ramsar, en total, 10 sitios Ramsar. Tiene 16 parques nacionales, destacando entre ellos el del Lago Prespa, el del Parnaso, el de Samaria, el de Sunión y el de Vikos-Aoos.
El principal riesgo natural de Grecia son severos terremotos. Sus problemas ambientales incluyen contaminación del aire y agua.

## Geografía humana

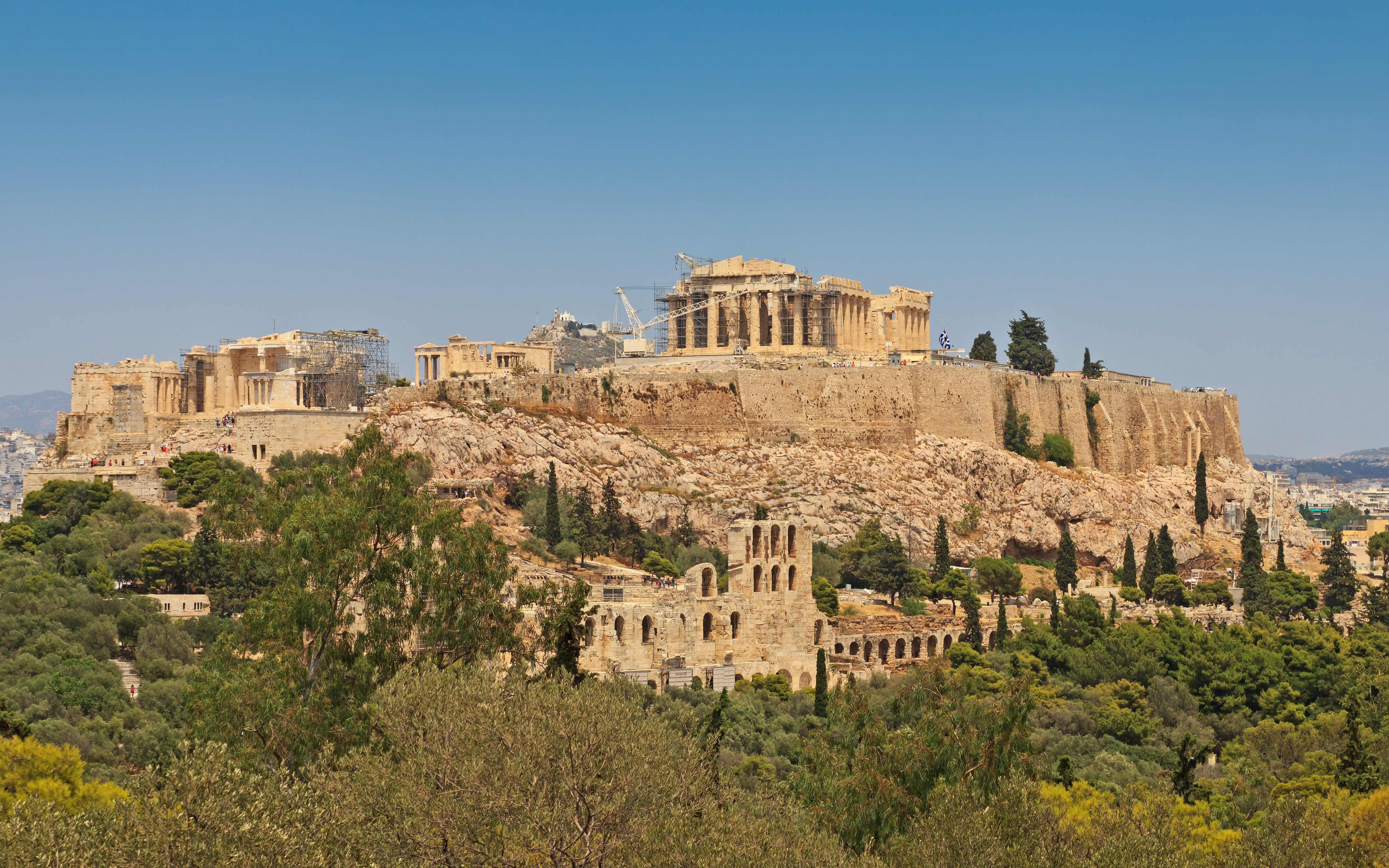
La Acrópolis de Atenas.

Según estudios demográficos de Eurostat, la población de este país es de 11 244 118 habitantes. La estimación del The World Factbook para julio de 2009 era de 10 737 428 habitantes. La población es griega en un 93 %, otros (ciudadanos extranjeros) 7 % (censo de 2001). Los porcentajes representan ciudadanía, puesto que Grecia no recoge datos sobre las etnias. La religión predominante es la ortodoxa griega (98%); hay un 1,3 % de musulmanes y otros 0,7 %. El idioma oficial es el griego (99 %), pero se hablan otros en un 1 %.
Las principales ciudades son Atenas, sede del gobierno, Salónica, Patrás y El Pireo. Grecia se divide en siete administraciones descentralizadas, divididas a su vez en 13 periferias, estas en 74 unidades periféricas y estas últimas en 325 municipios. Existe una región aparte, el Monte Athos, que posee una autonomía propia bajo soberanía griega.

## Geografía económica
- Uso de la tierra
  - tierra arable: 19%
  - cosechas permanentes: 8%
  - bosques y talas: 50%
  - otros: 23% (1993 est.)

- Tierras irrigadas: 13 140 km²

Grecia cuenta con una proporción favorable de recursos naturales, e incluye carbón, petróleo, mármol, zinc, níquel, plomo, trigo, frutas y verduras, tabaco, olivos, salinas, caña de azúcar, uvas, algodón y ganado. Grecia es amenazada por terremotos de gran magnitud cada año. En Eubea hay minerales, especialmente lignito.

## Áreas protegidas de Grecia
Según la IUCN, en 2023 había en Grecia 1289 áreas protegidas que cubren un 35,22 % del territorio, 46.842 km2, además de 22.326 km2, el 4,52% de las zonas marinas que pertenecen a Grecia. Hay 15 parques nacionales, 21 criaderos de caza, 6 parques marinos, 3 paisajes protegidos, 9 reservas naturales, 4 reservas naturales absolutas, 603 refugios de vida silvestre, 19 bosques estéticos, 3 bosques protegidos, 9 monumentos naturales, 7 áreas de caza controladas, numerosas áreas periféricas, 1o sitios Ramsar, 2 reservas de la biosfera de la Unesco y 2 patrimonios de la humanidad.